# Retrat del pintor Joaquim Vayreda
Retrat del pintor Joaquim Vayreda és un oli sobre tela de 42,5 × 32,5 cm realitzat per Antoni Caba i Casamitjana l'any 1870, el qual es troba al Museu Nacional d'Art de Catalunya.

## Context històric i artístic
Artista prolífic, coetani de Fortuny i un dels representants més destacats del realisme pictòric català, Antoni Caba i Casamitjana (format en la tradició romàntica de l'Escola de la Llotja a la dècada del 1850) exemplifica la consolidació de la inèrcia localista a la Barcelona de la segona meitat del segle xix. Autor de gran nombre de retrats sobris i austers, les seus composicions reflecteixen la influència del llenguatge codificat per Federico de Madrazo durant els seus anys d'aprenentatge a la Reial Acadèmia de Belles Arts de San Fernando de Madrid. També palesen la seua formació a París, on va arribar a matricular-se (el 1863) a l'Acadèmia de Belles Arts.

## Descripció
Estèticament i ideològicament, els retrats de Caba, com aquest Retrat del pintor Joaquim Vayreda, s'allunyen de les tipologies i els models dels retrats d'aparell, així com de les seues servituds escenogràfiques, amb la presència d'elements estereotipats que formen part del repertori figuratiu de la retratística occidental. L'absència de concessions a aquesta tradició pictòrica europea no va en detriment de la qualitat d'unes obres que destaquen pel seu grau elevat de fidelitat a la persona retratada, en aquest cas el pintor paisatgista Joaquim Vayreda i Vila. De fet, Caba fixa un model estandarditzat de retrat amb unes característiques tipològiques idèntiques que empra de manera gairebé seriada quan plasma persones del seu entorn familiar o del seu cercle d'amics. A banda de les diferències lògiques entre els personatges retratats, són evidents les coincidències formals, estilístiques, compositives o, fins i tot, la representació de la figura, retratada, en la majoria de les ocasions, en bust.
Fou una donació dels familiars del retratat l'any 1921.